# En
Az EN (sumer: úr vagy pap, ékírással 𒂗, 𒂗, 𒂗, 𒂗, 𒂗, 𒂗, 𒂗, 𒂗, 𒂗) a mezopotámiai kora dinasztikus kor (i. e. 3000–2350) egyik uralkodói címe volt. Hatalmának pontos jellege nem ismert, valószínűleg szakrális jellegű is volt. Később az EN címet a templom egyik (fő)papja birtokolta, mint EN – vagy akkád nyelven: ENU, papnő értelemben ENTU –  pap, valószínűleg ő kapcsolta össze a népet az istenséggel. Eredetileg a sumer városállamok templomállamok voltak, ezért a főpap volt eleve az uralkodó, ez lehetett az eredeti EN, akit ekkor fordíthatunk papkirálynak. Innen származik az ENSI kifejezés is.
A másik főpap a sangu pap volt, valószínűleg a templom adminisztratív vezetője. Tisztségük elvált a város fejedelmétől vagy helytartójától, az enszitől, vagy a királytól, a lugaltól, bár a feliratok szerint előfordult, hogy együtt gyakoroltak több tisztséget, főleg a korai időkben.
Az EN szótag több istenség nevében is szerepel:
- DEN.LÍL
- DEN.KI
- DEN.GURUN
- DEN.ZU

## Az „en” írásjel jelentései
Az ékírásban az en jel lehet szótag (en( több jelentésű szó (EN). Szótagként és szójelként is több különböző jelet alkalmazhattak.
- en szótag az ezt tartalmazó szavakban és összetételekben
- úr, pap, birtokos (= akkád bēlu, úr, tulajdonos) [1]
- pap (= akkád entu, főpapnő és enu = főpap, főpapnő, úr, írásjele megegyezik a fentivel)[2]
- az EN jel olvasata lehet
  - URUNx
    - okos (akkád naklu = okos, bonyolult)[3]
    - emelkedett, erős (akkád dannu = erős, erőteljes, hatalmas, nagy, šapsu = Nap, şīru = emelkedett, legfelsőbb, pompás, kiemelkedő)[4]
- ráolvasás, varázslat (ŠU2.AN, ŠU2.DINGIR, EN2 = akkád šiptu) [5]
- hatalommal kapcsolatos összetett igék alkotója (en3) [6]